# Andreas Laurentii Edsbergius
Andreas Laurentii Edsbergius, född 1639, död 1685, var en svensk hovpredikant.
Andreas Laurentii Edsbergius föddes som son till en bonde från Kumla socken och studerade vid Uppsala universitet och Leipzigs universitet. Han blev sedermera hovpredikant åt kung Karl X Gustav och kyrkoherde i Kumla. Han gifte sig med änkan Clara Fogdonius, dotter till domprosten Daniel Fogdonius och dennes hustru Dordi Girstadia. Edsbergius fick flera barn, inklusive Johan Esberg och Zacharias Esberg.
Andreas Laurentii Edsbergius räknas som stamfader för släkterna Bergenskjöld.